# Yamalsky (huyện)
Huyện Yamalsky (tiếng Nga: ? райо́н) là một huyện hành chính tự quản (raion), của Yamal-Nenets, Nga. Huyện có diện tích 117829 km², dân số thời điểm ngày 1 tháng 1 năm 2000 là 14100 người. Trung tâm của huyện đóng ở Yar-Sale.